# Epiaceratherium
L'epiaceraterio (gen. Epiaceratherium) è un mammifero perissodattilo estinto, appartenente ai rinoceronti. Visse tra l'Eocene superiore e l'Oligocene inferiore (circa 39 - 33 milioni di anni fa) e i suoi resti fossili sono stati ritrovati in Europa e in Asia.

## Descrizione
Questo animale è noto principalmente per frammenti di cranio e di scheletro, che non permettono di ricostruire in dettaglio l'aspetto ma che comunque hanno permesso agli studiosi di avvicinare Epiaceratherium al genere Trigonias, un rinoceronte primitivo vissuto in Nordamerica pochi milioni di anni prima. Come quest'ultimo, anche Epiaceratherium doveva possedere un corpo massiccio sorretto da zampe robuste ma relativamente snelle. La dentatura di Epiaceratherium era relativamente diversa da quella del suo parente americano: il primo incisivo superiore era più piccolo, mentre il secondo incisivo superiore era più robusto e i premolari superiori più primitivi. Anche la taglia era minore, e non doveva superare i due metri di lunghezza. Le zampe erano ancora tetradattile (a quattro dita), una caratteristica primitiva dei rinoceronti.

## Classificazione
La specie tipo, Epiaceratherium bolcense, è stata descritta per la prima volta nel 1910 da Othenio Abel, sulla base di una mascella superiore proveniente da Monteviale, in Veneto (Italia). 
La specie Trigonias ombonii, descritta da Dal Piaz nel 1930, è considerata un sinonimo di E. bolcense.
Al genere Epiaceratherium è stata attribuita un'altra specie (E. magnum), nota in vari giacimenti d'Europa (Francia, Germania, Slovacchia) di taglia più grande e leggermente più derivata (Uhlig, 1999). Sembra che il genere Epiaceratherium si sia originato in Asia: nel 2014 è stata infatti segnalata una nuova specie (E. naduongense) in terreni risalenti all'Eocene superiore del Vietnam. Sono stati segnalati resti di un animale affine a E. magnum nell'Oligocene del Pakistan (Antoine et al., 2003). 
Epiaceratherium è considerato uno dei rinoceronti più primitivi, ed è possibile che rappresentasse un relitto dell'arcaico gruppo eocenico di cui faceva parte anche Trigonias.